# أديل ريفيرو
أديل ريفيرو (بالإنجليزية: Adele Rivero)‏ هي لاعبة شطرنج أمريكية، ولدت في 1908 في بلجيكا، وتوفيت في 1992.

## وصلات خارجية
- أديل ريفيرو على موقع مباريات الشطرنج (الإنجليزية)